# Elizabeth Grey, Condessa de Kent
Elizabeth Grey (nascida Talbot; Shropshire, 1581 ou 1582 – Londres, 7 de dezembro de 1651) foi uma nobre, cortesã e escritora inglesa. Ela foi condessa de Kent como esposa de Henry Grey, 8.º Conde de Kent. Ela foi dama de honra da rainha Isabel I de Inglaterra, e, mais tarde, foi a favorita da rainha Ana da Dinamarca, esposa do sucessor de Isabel. Uma entusiasta de receitas médicas, seus livros foram publicados postumamente. 

## Família
Elizabeth era a segunda filha de Gilbert Talbot, 7.º Conde de Shrewsbury e de Mary Cavendish.
Os seus avós paternos eram George Talbot, 6.º Conde de Shrewsbury e sua primeira esposa, Gertrude Manners. Os seus avós maternos eram William Cavendish e Bess de Hardwick, famosa por sua grande fortuna e pela construção de Hardwick Hall.
Elizabeth teve dois irmãos que morreram jovens, George e John, além de duas irmãs: Mary, esposa de William Herbert, 3.º Conde de Pembroke, político e fundador, junto ao rei Jaime VI da Escócia e I de Inglaterra, de Pembroke College, e Alathea, responsável por ter construído uma das mais importantes coleções de artes do século XVII na Inglaterra, a esposa de Thomas Howard, 14.º Conde de Arundel.

## Biografia
Quando tinha 8 ou 9 anos, Elizabeth foi levada para conhecer a rainha Isabel I de Inglaterra, conforme foi descrito em uma carta datada de novembro de 1590:
Se eu deveria escrever o quanto Sua Majestade no dia de hoje deu atenção para a pequena dama, sua filha, com beijos frequentes (o que Sua Majestade raramente faz) e então modificou a roupa dela com alfinetes, e ainda carregou-a com Sua Majestade em sua própria balsa, e para dentro das câmaras privadas, e para casa depois do running at the ring, você quase não acreditaria em mim; Sua Majestade disse (a verdade que seja) que ela é muito parecida com minha Senhora, a sua avó: ela se comportou com tamanha modéstia, que eu rezo que ela possua aos 20 anos.
Anos depois, em junho de 1600, Elizabeth, que recebeu uma ótima educação, foi nomeada dama de honra da rainha.
Em 16 de novembro de 1601, na Igreja de St Martin-in-the-Fields, em Londres, Elizabeth casou-se com Henry Grey, o então Senhor Ruthin, filho e herdeiro de Charles Grey, 7.º Conde de Kent e de Susan Cotton. Ela tinha 19 ou 20 anos, e ele tinha 17 ou 18. Eles não tiveram filhos.
Em 1602, a prima da condessa, Arbella Stuart, considerada, por muitos, a possível herdeira da rainha Isabel I, pois era descendente de Margarida Tudor, foi confiada aos cuidados de Elizabeth, em Sheriff Hutton, uma vila em North Yorkshire. Quando a rainha faleceu em 1603, Arbella ainda estava morando com os Grey. Juntos, o casal e a prima da condessa de Kent se mudaram para Wrest Park, em Bedfordshire, onde a Senhora Ruthin administrava a enorme propriedade. Arbella permaneceu com a família até junho de 1604.
Em Wrest Park, Elizabeth entretinha um círculo de amizades culturais que incluía os acadêmicos John Selden e Robert Cotton, 1,º Baronete de Connington, o poeta Thomas Carew e Samuel Butler, além do pintor de miniaturas, Samuel Cooper.
Em 1609, o poeta italiano, Antimo Galli, publicou o livro Rime di Antimo Galli, o qual inclui versos que descrevem os convidados e participantes em The Masque of Beauty, uma mascarada escrita por Ben Jonson, que foi apresentada no Palácio de Whitehall, em janeiro de 1608. Ele dedicou a obra à Senhora Grey.
Elizabeth era a dama de companhia favorita da rainha, Ana da Dinamarca, esposa de Jaime I, e, em 1610, a futura condessa dançou na mascarada da corte do Festival de Tethys, chamada Nymph of Medway. Como o marido dela era o barão Grey de Ruthin, e Elizabeth era chamada na corte de Senhora Ruthin, as vezes ela é confundida com Barbara Ruthven, que foi a cortesã favorita de Ana na Escócia, na década de 1590. Elizabeth servia como o contato de Anne Clifford, 14.ª Baronessa de Clifford na corte, e levava os presentes dela para a rainha, incluindo um vestido de cetim branco bordado com pérolas e sedas coloridas.
Em 1616, o embaixador de Veneza, Antonio Foscarini deu um colar a rainha, mas a Senhora Grey devolveu-o a ele. Dizem que Elizabeth substituiu Jean Drummond como a atendente pessoal de Ana, em outubro de 1617. O seu retrato por Paul van Somer inclui uma tábua adornada com joias ou um medalhão com o monograma da rainha Ana. O rei Cristiano IV da Dinamarca, irmão de Ana, escreveu para a Senhora Grey, em 1619, pedindo-a que ajuda a afastar a melancolia da irmã.
Henry, que tornou-se o novo conde de Kent em 1623, morreu em 21 de novembro de 1639. Como não deixou herdeiros, o título foi herdado por um parente, Anthony Grey, 9.º Conde de Kent.
A condessa viúva passou, então, a dividir sua casa com John Selden, um antiquário estimado que estivera sob o mecenato de seu falecido marido. A condessa de Kent recebeu dedicação da obra de Selden, Table Talk. Existe a possibilidade, não confirmada, de que os dois tenham se casado em segredo. O rumor deve-se ao fato de que Selden foi o beneficiário do testamento de Elizabeth, o que levou à especulação do autor John Aubrey, no livro Brief Lives (escrito entre 1669 e 1696) de que eles se casram.
Além disso, também existe o rumor de que ela teve um caso amoroso com o juiz Sir Edward Herbert.
A condessa também serviu a rainha consorte Henriqueta Maria de França como Senhora da Câmara.
Além de ser conhecida por seu conhecimento de receitas médicas, Elizabeth também era uma linguista notável.
Elizabeth faleceu em 7 de dezembro de 1651, e foi enterrada no cemitério da Igreja de São João Batista, na vila de Flitton, em Bedfordshire.

## Livro de Receitas
Em 1653, dois anos após a morte de Elizabeth, a sua coleção de receitas médicas foi publicada, originalmente sob o título de A Choice Manual, or Rare Secrets in Physick and Chirurgery Collected and Practised by the Right Honourable the Countess of Kent, late deceased. Mais tarde, outras edições adicionaram o subtítulo Whereto are added several experiments of the vertue of Gascon powder, and lapis contra yarvam by a professor of physick. As also most exquisite ways of preserving, conserving, candying &c.. O livro era popular, e passou por 21 edições, cada uma com um retrato da autora. Algumas das receitas refletem a influência do Paracelsianismo inglês. Ela dividia o seu interesse por receitas médicas com sua irmã, Alathea, Condessa de Arundel.

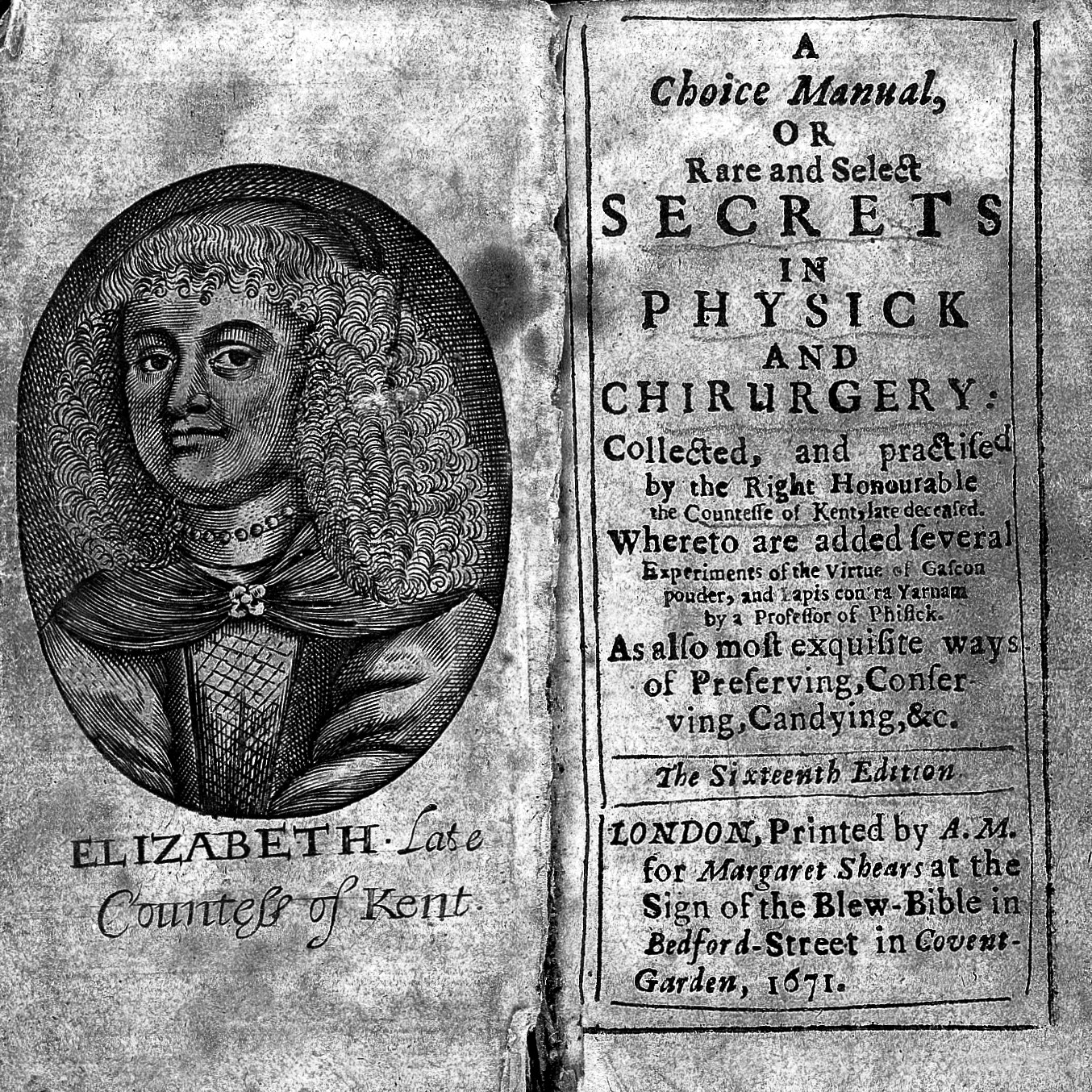
Capa do livro com o retrato da condessa.

Essa coleção foi, na verdade, compilada pelo próprio editor, William Jarvis, embora Jarvis tenha alegado que todas as receitas médicas no livro foram "coletadas e praticadas pela condessa". Ele foi dividido em duas partes; a primeira é medicinal, e, a segundo, A True Gentlewoman’s Delight, é dedicada a culinária de luxo. Em 1726, foi publicada a última edição do livro.
Algumas das receitas culinárias incluíam ensopados, pudins, conservas, doces, tortas, carnes fritas, assadas e em molho. Existem 79 receitas numeradas. Mais tarde, até, pelo menos, o ano de 1825, foram adicionadas receitas escritas por várias pessoas, tanto na frente quanto no verso do livro. Tais receitas são medicinais ou cosmésticas, exceto as instruções para conversar limões, fazer vinagre e cherry brandy, e como fazer pepinos em conserva.
Uma das receitas mais populares da obra, era um pó que supostamente curava tudo, desde varíola, sífilis à peste negra, além de anemia hipocrômica (conhecida como "doença verde") e, que, até mesmo serviria contra a melancolia e o desânimo. O pó era composto, dentre outros ingredientes, pela essência de pérolas, olhos de caranguejo, âmbar branco, a galhada de um veado-vermelho, e o fungo Clavulina cristata, que deveriam ser colocados nas garras de um caranguejo, moídos até virar um pó fino, e peneirados depois. Um dos ingredientes, olhos de caranguejo, eram, na verdade, pequenas pedras compostas, principalmente, de calcário, encontradas nos estômagos de lagostins, que eram transformadas em pó para uso medicinal.
O Pó da Condessa de Kent recebia, constantemente, boas críticas, se comparado aos seus rivais. No século XVII, o diplomata, Sir William Temple, declarou que:
"De todos os Cordialls, eu estimo mais o Pó da Minha Senhora Kent, o mais inocente, e o mais universal".
A receita do pó também apareceu no livro The royal pharmacopœea, galenical and chymical, publicado em 1678, pelo boticário francês, Moyse Charas, que serviu ao rei Carlos II de Inglaterra.